# فرایند ترمودینامیکی
فرایند ترمودینامیکی به مسیری از تغییر حالت‌های متوالی گفته می‌شود که سیستم ترمودینامیکی از آن می‌گذرد.

## انواع فرایندهای ترمودینامیکی
- فرایند برگشت‌ناپذیر
- فرایند برگشت‌پذیر
- فرایند خودبه‌خودی
- فرایند غیرخودبه‌خودی
- فرایند تعادلی
- فرایند غیرتعادلی
- فرایند هم‌دما (ایزوترمال)
- فرایند هم‌فشار (ایزوباریک)
- فرایند هم‌حجم (ایزوکوریک)
- فرایند بی‌دررو (آدیاباتیک)
- فرایند هم‌آنتروپی (آیزنتروپیک)
- فرایند پلی تروپیک